# Torneio Rio-São Paulo 1966
Das Torneio Rio-São Paulo 1966 war die 18. Austragung des Torneio Rio-São Paulo, eines Fußballpokalwettbewerbs in Brasilien. Er wurde vom 9. Februar bis 29. März 1966 ausgetragen. Der offizielle Name des Turniers war Torneio Roberto Gomes Pedrosa. Es war zunächst die letzte Austragung des Wettbewerbs. 1967 wurde das Turnier um weitere Bundesstaaten ausgeweitet und behielt zwar seinen Namen, galt aber als neuer eigenständiger Wettbewerb aus welchem 1971 die brasilianische Meisterschaft hervorging. 1993 erfolgte dann eine Wiederbelebung des Torneio Rio-São Paulo.

## Modus
Zunächst traten die Klubs jeweils einmal gegeneinander an. Der beste Klubs sollte Turniersieger werden. Am Ende der Runde waren vier Klubs punktgleich. Eine zusätzliche Unterscheidung nach Torquotient erfolgte zu der Zeit noch nicht. Aufgrund der Vorbereitung zur Fußball-Weltmeisterschaft 1966, zu welcher zunächst eine Auswahl von 42 Spielern berufen wurde, entschied der nationale Verband CBD in Absprache mit den Verbänden von Rio de Janeiro und São Paulo, dass die Meisterschaft unter den vier Klubs nicht weiter ausgespielt wird und alle zu Titelträgern erklärt werden.

## Teilnehmer
| Teilnehmer Rio de Janeiro | Teilnehmer São Paulo               |
| ------------------------- | ---------------------------------- |
| Bangu AC                  | SC Corinthians                     |
| Botafogo FR               | SE Palmeiras                       |
| CR Flamengo               | Associação Portuguesa de Desportos |
| Fluminense FC             | FC Santos                          |
| CR Vasco da Gama          | FC São Paulo                       |

## Tabelle
| Pl. | Verein                             | Sp. | S | U | N | Tore    | Diff. | Punkte |
| --- | ---------------------------------- | --- | - | - | - | ------- | ----- | ------ |
| 1.  | Botafogo FR                        | 9   | 4 | 3 | 2 | 019:110 | +8    | 11     |
| 1.  | FC Santos                          | 9   | 4 | 3 | 2 | 018:110 | +7    | 11     |
| 1.  | CR Vasco da Gama                   | 9   | 5 | 1 | 3 | 012:110 | +1    | 11     |
| 1.  | SC Corinthians                     | 9   | 5 | 1 | 3 | 015:150 | ±0    | 11     |
| 5.  | FC São Paulo                       | 9   | 5 | 0 | 4 | 014:110 | +3    | 10     |
| 6.  | SE Palmeiras                       | 9   | 4 | 1 | 4 | 011:130 | −2    | 09     |
| 7.  | CR Flamengo                        | 9   | 3 | 2 | 4 | 013:130 | ±0    | 08     |
| 7.  | Bangu AC                           | 9   | 4 | 0 | 5 | 009:120 | −3    | 08     |
| 9.  | Fluminense FC                      | 9   | 3 | 0 | 6 | 008:170 | −9    | 06     |
| 10. | Associação Portuguesa de Desportos | 9   | 2 | 1 | 6 | 011:160 | −5    | 05     |

## Kreuztabelle
| 1966        | Bangu | Botafogo | SC Corinthians | Flamengo | Fluminense | Palmeiras | Portuguesa | Santos | São Paulo | Vasco |
| ----------- | ----- | -------- | -------------- | -------- | ---------- | --------- | ---------- | ------ | --------- | ----- |
| Bangu       | –     |          |                |          |            | 2:0       | 2:1        |        |           |       |
| Botafogo    | 3:1   | –        | 5:1            |          | 2:3        | 0:0       |            | 1:1    |           | 3:0   |
| Corinthians | 1:0   |          | –              | 3:1      |            |           | 5:4        | 0:0    | 2:0       | 0:3   |
| Flamengo    | 1:2   | 2:1      |                | –        | 4:1        |           | 2:0        | 1:1    |           |       |
| Fluminense  | 0:2   |          | 0:2            |          | –          | 0:1       |            |        | 1:3       |       |
| Palmeiras   |       |          | 2:1            | 2:1      |            | –         | 0:1        |        |           | 2:1   |
| Portuguesa  |       | 2:2      |                |          | 1:2        |           | –          | 1:2    |           |       |
| Santos      | 4:0   |          |                |          | 0:1        | 3:2       |            | –      | 2:3       | 5:2   |
| São Paulo   | 1:0   | 1:2      |                | 2:0      |            | 4:2       | 0:1        |        | –         |       |
| Vasco       | 1:0   |          |                | 1:1      | 2:0        |           | 3:1        |        | 1:0       | –     |

## Torschützenliste
| Pl. | Nat.        | Spieler           | Klub             | Tore |
| --- | ----------- | ----------------- | ---------------- | ---- |
| 1   | Brasilianer | Parada            | Botafogo FR      | 8    |
| 2   | Brasilianer | Célio             | CR Vasco da Gama | 6    |
|     | Brasilianer | Silva Batuta      | CR Flamengo      | 6    |
| 4   | Brasilianer | Ivair Ferreira    | Portuguesa       | 5    |
|     | Brasilianer | Jairzinho         | Botafogo FR      | 5    |
|     | Brasilianer | Toninho Guerreiro | FC Santos        | 5    |